# Lac Epuyén
Le lac Epuyén, en espagnol : lago Epuyén, est un lac situé au nord-ouest de la province argentine de Chubut, en Patagonie. À côté du lac se trouve la petite localité de même nom, Lago Epuyén. Il occupe une cuvette d'origine glaciaire anciennement occupée par un glacier disparu. Le lac se trouve à l'est du lac Puelo, mais en dehors de la zone du Parc national Lago Puelo.
Son émissaire a un débit de plus ou moins 14 m3/s à la sortie du lac.

## Légende
Le lac Epuyen aurait vu émerger vers 1922 un dinosaure vivant nommé "plésiosaure". Celui-ci n'était en fait que le fruit de l'imagination du détective Martin Sheffield. Une commission argentine démonta ce hoax, mettant fin au moment de gloire de ce personnage. La Patagonie est néanmoins connue pour abriter de nombreux fossiles de dinosaures.